# Swietłana Moskalec
Swietłana Moskalec (ur. 22 stycznia 1969) – rosyjska lekkoatletka, wieloboistka.

## Sukcesy
- złoto halowych mistrzostw świata (Barcelona 1995)
- srebrny medal na Mistrzostwach Świata w Lekkoatletyce (Göteborg 1995)

## Rekordy życiowe
- Siedmiobój lekkoatletyczny – 6598 pkt. (1994)
- Pięciobój lekkoatletyczny (hala) – 4866 pkt. (1995) 10. wynik w historii światowej lekkoatletyki